# Otakar Zich
Otakar Zich (Městec Králové, 25 de març de 1879 - Ouběnice u Benešova, 8 de juliol de 1934) fou un escriptor i compositor txec.
Entre els estudis d'estètica musical mereix especial menció l'obra titulada Estètica de la percepció musical, en txec (1919). També ofereixen gran interès les obres Der Tanz (1908) i Boemische Volkslieder mit veránderten Takt, (19191).
Coma compositor figura en l'escola avançada txeca, havent estrenat les òperes Malérsky nápad (L'enginy del pintor), estrenada a Praga el 1910), i Viena, òpera tràgica (Praga, 1922).
També va escriure diverses balades per a cor i orquestra, i alguns cicles de lieder amb acompanyament instrumental.
Els seus fills Jaroslav (1912-2001) i Otakar II (1908-[...?]), també foren uns bons músics.